# سفاين أر أندرياسن
سفاين أر أندرياسن هو لاعب كرة قدم نرويجي، ولد في 3 يوليو 1968 في Hadsel Municipality ‏ في النرويج. لعب مع ترومسو إيدريتسلاغ ونادي بورتسموث ونادي سوغندال لكرة القدم ونادي ليلستروم.